# Asile de Colney Hatch
Colney Hatch est un asile d'aliénés londonien, établi en 1851 et fermé en 1993.
Il est connu entre autres pour avoir vu trois de ses patients internés être soupçonnés d'avoir été Jack l'Éventreur. Aaron Kosminski, David Cohen et Hyam Hyams, tous les trois suspects, furent internés entre ses murs.
Le poète français Eugène Vermersch, interné, y décède en 1878.